# هکت، قلمرو پایتختی استرالیا
هکت (به انگلیسی: Hackett) یک حومه شهر در استرالیا است که در قلمرو پایتختی استرالیا واقع شده‌است.